# Muzeul de Etnografie Universală „Franz Binder”
Muzeul de Etnografie Universală „Franz Binder” este un departament al Complexului Național Muzeal „ASTRA” din Sibiu, care a fost inaugurat în 1993, ca răspuns la principiul alterității culturale, de cunoaștere a propriei identități prin compararea cu valorile altor culturi. Funcționează într-o clădire din Piața Mică nr. 11 declarată monument istoric (cod LMI SB-II-m-B-12114).
Activitatea muzeului se axează, preponderent, pe prezentarea aspectelor de cultură, civilizație și artă ale popoarelor extraeuropeene, fiind singurul muzeu din România cu acest profil. Muzeul este situat într-o clădire monument istoric, construită în stil neogotic, între anii 1865-1867. Sub denumirea inițială de Casa Asociației Micilor Meseriași localul a servit drept centru al breslelor. După cel de-al doilea război mondial primește patronimul Casa Hermes, și îndeplinește funcțiuni diverse (spațiu comercial sau administrativ) până în 1989, când este restaurat și devine sediul expozițiilor Muzeului „Franz Binder”. Câteva plăci heraldice descoperite la restaurarea clădirii atestă locuirea aici a lui Valentin Frank von Franckenstein (1643-1697), comite al sașilor din Transilvania și judecător regal din 1686 până la sfârșitul vieții, primul traducător din opera lui Ovidiu în limbile română și maghiară.
Colecțiile pe care le gestionează (aproximativ 3000 de obiecte) cuprind două mari categorii de piese. Din prima fac parte cele care au format patrimoniul etnografic extraeuropeean sibian, în a doua jumătate a secolului al XIX-lea, când încă etnologia nu se constituise ca disciplină științifică – în majoritatea lor donații făcute Societății Ardelene pentru Științele Naturii de călători sași pe alte continente: Franz Binder, Andreas Breckner, Carl F. Jickeli, Arthur von Sachsenheim, Gustav A. Schoppelt, Hermann von Hannenheim, Karl Meliska etc. Celei de-a doua îi aparțin obiectele intrate în fondurile Complexului Național Muzeal „ASTRA” după anul 1990: colecția congoleză Rang, costume ale minorităților naționale din China, o parte din obiectele artizanale extraeuropeene din colecția ex-prezidențială, jucării tradiționale și artizanat din Japonia, Indonezia, Ecuador și Argentina, păpuși etnografice din India ș.a. 
Un rol important în completarea colecțiilor îl au donațiile făcute de ambasadele unor țări extraeuropeene acreditate în România: China, Ecuador, India, Indonezia. Din rândul donatorilor mai fac parte colecționari și instituții: Kate Kerr din S.U.A., Bernardo Neumann și Direcția pentru Artizanat a Provinciei Misiones, Argentina etc. Schimburi de colecții au fost făcute cu Muzeul Japonez al Jucăriilor din Hyogo, Japonia, și cu Asociația japonezo-română Shimane-Transilvania.
O mai amplă reprezentare patrimonială o are continentul african, mai ales Africa centrală și nord-estică, precum și orientul îndepărtat. Prin vechime și număr de piese, colecția donată în 1862 de Franz Binder, cu obiecte aduse din regiunea cursului superior al Nilului Alb (regiunea Bhar el Ghazal), este una dintre cele mai valoroase colecții de profil din lume. La Muzeul „Franz Binder” poate fi văzută și o mumie egipteană cu sarcofag din lemn din Perioada Ptolemaică (peste 2000 de ani vechime), provenită din săpăturile arheologice de la Gamhud.
Tematic, expunerea este structurată în două secțiuni. Sub titlul Din cultura și arta popoarelor lumii, expoziția permanentă (autorul concepției tematice: Maria Bozan, muzeografi responsabili: Maria Bozan, Adina Vărgatu) prezintă o selecție esențială din fondul de obiecte extraeuropene, majoritatea intrate în colecțiile sibiene în secolul al XIX-lea. Denumirea generică Din creația artizanală a popoarelor lumii, include cea mai mare parte a expozițiilor temporare realizate cu patrimoniu propriu sau în colaborare cu deținători de colecții de profil: ambasadele țărilor extraeuropene acreditate în România, muzee, colecționari particulari etc.